# Sinja Kraus
Sinja Kraus (Vienna, 29 aprile 2002) è una tennista austriaca.

## Carriera
Sinja Kraus ha vinto 12 titoli in singolare e 2 titoli in doppio nel circuito ITF in carriera. L'8 maggio 2023 ha raggiunto il best ranking in singolare alla 151ª posizione mondiale, mentre il 4 dicembre 2023 ha raggiunto in doppio la 303ª posizione mondiale.
Ha vinto una medaglia di bronzo ai giochi di Tennis al XIV Festival olimpico estivo della gioventù europea nel singolare, dove si sono tenuti a Győr, battendo nella finale la lettone Kamilla Bartone con il punteggio di 6-3, 6-3.
Fa parte della squadra austriaca di Fed Cup, dove ha compiuto il suo debutto nel 2020 nel doppio insieme a Melanie Klaffner, dove ne sono uscite sconfitte contro le italiane Giulia Gatto-Monticone e Martina Trevisan.

## Statistiche ITF

### Singolare

#### Vittorie (12)
| Torneo $100.000 (0) |
| Torneo $80.000 (0)  |
| Torneo $60.000 (2)  |
| Torneo $40.000 (3)  |
| Torneo $25.000 (5)  |
| Torneo $15.000 (2)  |

| N.  | Data              | Torneo                                                    | Superficie      | Avversaria in finale          | Punteggio           |
| 1.  | 23 settembre 2018 | GD Tennis Cup, Adalia                                     | Cemento         | Cemre Anıl                    | 3–6, 6–4, 7–6(6)    |
| 2.  | 24 gennaio 2021   | Egypt ITF World Tennis Tour, Il Cairo                     | Terra rossa     | Elina Avanesjan               | 6-2, 6-3            |
| 3.  | 22 maggio 2022    | Carinthian Open, Villaco                                  | Terra rossa     | Weronika Falkowska            | 7-5, 3-6, 6-4       |
| 4.  | 19 giugno 2022    | Carinthian Ladies Lakes Trophy, Pörtschach am Wörther See | Terra rossa     | Ivana Jorović                 | 6-1, 1-6, 6-2       |
| 5.  | 26 marzo 2023     | Mosquera Women's, Mosquera                                | Terra rossa     | Emiliana Arango               | 6(4)-7, 7-6(6), 6-3 |
| 6.  | 5 novembre 2023   | Heraklion Women's, Heraklion                              | Terra rossa     | Diane Parry                   | 6-2, 4-6, 6-4       |
| 7.  | 25 agosto 2024    | BTHC Women's Open, Braunschweig                           | Terra rossa     | Marina Mel'nikova             | 6-3, 3-6, 6-1       |
| 8.  | 1º settembre 2024 | TeReMeer Open Ladies NRW Grand Prix, Meerbusch            | Terra rossa     | Lola Radivojević              | 6-4, 6-3            |
| 9.  | 12 ottobre 2024   | Internacioales de Andalucia Copa Nadia, Siviglia          | Terra rossa     | Marie Benoît                  | 2-6, 6-2, 6-3       |
| 10. | 2 marzo 2025      | Engie Open de Mâcon, Mâcon                                | Cemento (i)     | Tiantsoa Rakotomanga Rajaonah | 6-0, 7-5            |
| 11. | 16 marzo 2025     | Székesfehérvár Open, Székesfehérvár                       | Terra rossa (i) | Amarissa Tóth                 | 2-6, 7-5, 6-3       |
| 12. | 10 agosto 2025    | Ladies Open Amstetten, Amstetten                          | Terra rossa     | Lilli Tagger                  | 6-2, 6-4            |

#### Sconfitte (7)
| Torneo $100.000 (0) |
| Torneo $80.000 (0)  |
| Torneo $60.000 (1)  |
| Torneo $40.000 (1)  |
| Torneo $25.000 (3)  |
| Torneo $15.000 (2)  |

| N. | Data             | Torneo                          | Superficie  | Avversaria in finale | Punteggio        |
| 1. | 25 agosto 2019   | Servimat Open, Wanfercée-Baulet | Terra rossa | Andreea Mitu         | 4-6, 3-6         |
| 2. | 7 marzo 2021     | Magic Tours, Monastir           | Cemento     | Weronika Falkowska   | 3-6, 6(1)-7      |
| 3. | 5 settembre 2021 | Ladies Open Vienna, Vienna      | Terra rossa | Cristina Dinu        | 3-6, 4-6         |
| 4. | 30 gennaio 2022  | Egypt Women's Future, Il Cairo  | Terra rossa | Séléna Janicijevic   | 5-7, 6-3, 3-6    |
| 5. | 3 luglio 2022    | ITF Stoccarda, Stoccarda        | Terra rossa | Katharina Hobgarski  | 5-7, 2-6         |
| 6. | 4 settembre 2022 | TCCB Open, Collonge-Bellerive   | Terra rossa | Lucrezia Stefanini   | 2-6, 1-2, rit.   |
| 7. | 19 marzo 2023    | Mesa de Yeguas, Anapoima        | Terra rossa | Arantxa Rus          | 3-6, 7-6(3), 2-6 |

### Doppio

#### Vittorie (2)
| Torneo $100.000 (0) |
| Torneo $80.000 (0)  |
| Torneo $60.000 (1)  |
| Torneo $40.000 (0)  |
| Torneo $25.000 (1)  |
| Torneo $15.000 (0)  |

| N. | Data            | Torneo                                                 | Superficie  | Compagna         | Avversarie in finale               | Punteggio |
| 1. | 29 gennaio 2022 | Egypt Women's Future, Il Cairo                         | Terra rossa | Melanie Klaffner | Prarthana Thombare Adrienn Nagy    | 7-5, 6-3  |
| 2. | 31 maggio 2025  | Internazionali Femminili di Tennis di Brescia, Brescia | Terra rossa | Maja Chwalińska  | Gabriela Knutson Darja Semeņistaja | 6-0, 6-3  |

#### Sconfitte (3)
| Torneo $100.000 (0) |
| Torneo $80.000 (0)  |
| Torneo $60.000 (1)  |
| Torneo $40.000 (0)  |
| Torneo $25.000 (2)  |
| Torneo $15.000 (0)  |

| N. | Data             | Torneo                                | Superficie    | Compagna         | Avversarie in finale                   | Punteggio         |
| 1. | 9 settembre 2023 | ALPSTAR Ladies Open Vienna, Vienna    | Terra rossa   | Melanie Klaffner | Irina Bara Weronika Falkowska          | 3-6, 6-2, [11-13] |
| 2. | 28 ottobre 2023  | Women's Heraklion, Heraklion          | Terra rossa   | Melanie Klaffner | Ilinca Amariei Anca Todoni             | 0-6, 7-5, [1-10]  |
| 3. | 8 febbraio 2025  | Herrenschwanden Open, Herrenschwanden | Sintetico (i) | Mariam Bolkvadze | Ekaterina Ovčarenko Emily Webley-Smith | 0-6, 7-5, [1-10]  |